# John Hatting (musiker)
 For alternative betydninger, se John Hatting. (Se også artikler, som begynder med John Hatting)
John Bilde Hatting (født 5. juni 1948 i Sundby, død 23. marts 2013 smst) var en dansk popsanger og musiker, der deltog i flere danske og internationale Melodi Grand Prix-konkurrencer.
John Hatting var medlem af gruppen Brixx, der vandt Dansk Melodi Grand Prix 1982 med sangen "Video video". 
Efter succesen med Brixx deltog Hatting i grandprix'et hvert år fra 1983-1986 med sine egne kompositioner, herunder to gange i 1984. Størst succes fik han her med sin norske ægtefælle Lise Haavik, med hvem han dannede duoen Trax, der i 1984 deltog i det danske melodigrandprix med sangen "Vi hører sammen", der opnåede en sjetteplads i konkurrencen. Året efter stillede Trax op med sangen "Ved du hva’ du sku’", der opnåede en tredjeplads og efterfølgende vandt dette års OGAE Second Chance Contest. I 1986 deltog Trax igen, denne gang med sangen "Du er fuld af løgn", som vandt konkurrencen og herefter deltog i Det Europæiske Melodi Grand Prix, hvor sangen opnåede en samlet sjetteplads.
Hatting komponerede også vinderen af  Dansk Melodi Grand Prix 1990 "Hallo, Hallo", der blev fremført af Lonnie Devantier og fik en ottendeplads ved Det Europæiske Melodi Grand Prix 1990.
John Hatting er begravet på Vor Frelsers Kirkegård.